# Temucuicui
Temucuicui ou Temocuicui (do mapudungun Temu kuykuy, "ponte do temu") é um conjunto de comunidades mapuches na comuna de Ercilla, Província de Malleco, Região da Araucanía, no Chile. São oito propriedades agrícolas localizados a 86Km ao norte de Temuco.
Nos últimos anos têm mantido um conflito de terras com a Florestal Mininco no que têm causado incidentes violentos, detenção e prisão de alguns membros da comunidade nos cárceres de Angol e Cañete.
Durante o decorrer do censo chileno de 2017, as autoridades não conseguiram incluir a comunidade no censo regularmente como se tinham produzido incidentes desde o dia anterior ao censo. Depois, o Instituto Nacional de Estatísticas, seriam constatados 271 habitantes e 85 casas entre as cinco comunidades identificadas: Autónoma, Tradicional e Ignacio Queipul I, II e III.

## Conflito com o Estado chileno
Em 14 de novembro de 2018, o comunero mapuche Camilo Catrillanca morreu ao ser atingido por um tiro nas costas. O projétil correspondia a uma arma disparada pelo sargento Carlos Alarcón, membro de Carabineros que opera na área. No ano de 2021, Alarcón foi condenado por homicídio simples, além de tentativa de homicídio do filho adolescente de Catrillanca; outros seis oficiais dos Carabineros foram condenados por obstrução da justiça e, em alguns casos, por abuso de autoridade.
Dia 7 de janeiro de 2021, enquanto ditava-se o veredicto pelo homicídio de Catrillanca, a Polícia de Investigações realizou uma operação policial com cerca de 800 agentes na comunidade, no contexto de uma investigação por cultivo ilegal de maconha. No allanamiento da comunidade foram confiscadas mais de 1200 plantas de Cannabis sativa, uma subametralladora e seis pistolas. Na acção, um efetivo da PDI morreu por um impacto de bala enquanto outro foi ferido de gravidade.
Por outro lado, membros da comunidade denunciaram abusos por partes das forças policiais, sendo difundido um áudio onde menores de idade eram ameaçados de morte por membros da PDI e fotos em que a filha de 7 anos de Catrillanca teria sido detida, o que foi negado pelo governo. Embora inicialmente o Ministério Público tenha dito que era “acidental” a operação ter relação com o julgamento de Catrillanca, dias depois o diretor da PDI confirmou que ela foi realizada naquele dia levando em consideração que a ação seria mais fácil de executar.
O 15 de março de 2022, uma comitiva encabeçada pela ministra do Interior e Segurança Pública, Izkia Siches, acabou se tornando protagonista de um incidente na passagem de Quererehuas, enquanto se deslocava em direção a Temucuicui, à casa de Marcelo Catrillanca, pai de Camilo Catrillanca, a raiz de um corte na rota e o lançamento de disparos ao ar por parte de desconhecidos.

## Enlaces externos
- Comunidade Mapuche Autónoma Temucuicui
- Notícias sobre o C. A. Temucuicui em Paismapuche.org

1. 1 2  Toro, Daniela (17 de março de 2022). «Comunidad de Temucuicui: Los liderazgos al interior de la zona donde la ministra Siches no pudo ingresar». Emol. Consultado em 17 de março de 2022
2. ↑  Rodríguez, Sergio (8 de dezembro de 2013). «Temucuicui, la comunidad que vive en alerta». latercera.com. Consultado em 16 de abril de 2017
3. ↑  «Revisa como (no) se vivió el Censo en la comunidad Temucuicui - LA TERCERA». La Tercera (em espanhol). Consultado em 20 de abril de 2017
4. ↑  Tercera «La declaración de los cinco Gope que estuvieron cuando Catrillanca fue baleado» Verifique valor |url= (ajuda) (em espanhol)
5. ↑  Batarce, Catalina (17 de noviembre de 2018). «Temucuicui despide a comunero Camilo Catrillanca». La Tercera. Consultado em 18 de noviembre de 2018 Verifique data em: |acessodata=, |data= (ajuda)
6. ↑  Redacción (16 de noviembre de 2018). «Camilo Catrillanca: quién era el joven "guerrero mapuche" cuya muerte por un disparo de la policía generó protestas en Chile». BBC News. Consultado em 18 de noviembre de 2018 Verifique data em: |acessodata=, |data= (ajuda)
7. ↑  «Caso Catrillanca: Ex sargento Carlos Alarcón es declarado culpable de homicidio simple». CNN Chile (em espanhol). 7 de enero de 2021. Consultado em 16 de janeiro de 2021 Verifique data em: |data= (ajuda)
8. ↑  Ojeda, Juan Manuel (8 de janeiro de 2021). «La Araucanía: operativo con 800 detectives termina con un policía muerto por un disparo». La Tercera. Consultado em 16 de janeiro de 2021
9. ↑  Stuardo, Manuel (8 de janeiro de 2021). «El allanamiento con 800 efectivos que dejó como saldo mil plantas decomisadas y un PDI muerto». BioBioChile. Consultado em 16 de janeiro de 2021
10. ↑  «Temucuicui: armas y más de un millar de plantas de marihuana fueron incautadas en operativo en que resultó muerto subinspector de la PDI». La Tercera. 7 de enero de 2021. Consultado em 9 de enero de 2021 Verifique data em: |acessodata=, |data= (ajuda)
11. ↑  Tercera, La (7 de janeiro de 2021). «Efectivo de la PDI fallece tras intenso operativo policial en comunidad Temucuicui de Ercilla: Espinosa y Galli se trasladarán a la zona». La Tercera. Consultado em 16 de janeiro de 2021
12. ↑  «Arresto de adolescente difundido en audio habría ocurrido junto a detención de hija de Catrillanca». BioBioChile (em espanhol). 15 de janeiro de 2021. Consultado em 16 de janeiro de 2021
13. ↑  «PDI señala que lectura de sentencia del caso Catrillanca pudo facilitar operativo en La Araucanía». www.t13.cl. 11 de enero de 2021. Consultado em 16 de janeiro de 2021 Verifique data em: |data= (ajuda)
14. ↑  Toro, Daniela (15 de março de 2022). «Ataque, reuniones y la promesa de volver: Cronología de la intensa jornada de la ministra Siches en La Araucanía». Emol. Consultado em 17 de março de 2022